# Magdalena, Veracruz
Magdalena är en ort i Mexiko.   Den ligger i kommunen Magdalena och delstaten Veracruz, i den sydöstra delen av landet, 230 km öster om huvudstaden Mexico City. Magdalena ligger 1 511 meter över havet och antalet invånare är 689.
Terrängen runt Magdalena är kuperad åt nordost, men åt sydväst är den bergig. Runt Magdalena är det ganska tätbefolkat, med 100 invånare per kvadratkilometer. Närmaste större samhälle är Córdoba, 18,7 km nordost om Magdalena. I omgivningarna runt Magdalena växer i huvudsak städsegrön lövskog.